# Gold Beach (Oregon)
Gold Beach is een plaats (city) in de Amerikaanse staat Oregon, en valt bestuurlijk gezien onder Curry County.

## Demografie
Bij de volkstelling in 2000 werd het aantal inwoners vastgesteld op 1897. In 2006 is het aantal inwoners door het United States Census Bureau geschat op 1907, een stijging van 10 (0,5%).

## Geografie
Volgens het United States Census Bureau beslaat de plaats een oppervlakte van 6,5 km², waarvan 6,0 km² land en 0,5 km² water. Gold Beach ligt op ongeveer 15 m boven zeeniveau.

## Plaatsen in de nabije omgeving
De onderstaande figuur toont nabijgelegen plaatsen in een straal van 64 km rond Gold Beach.